# Kukta Erzsébet
Kukta Erzsébet Koko (született Szilágyi Lenke, Debrecen, 1959-) az A. E. Bizottság énekese, színésznő, fényképész és grafikus-dizájner. Férje Bp. Szabó György.

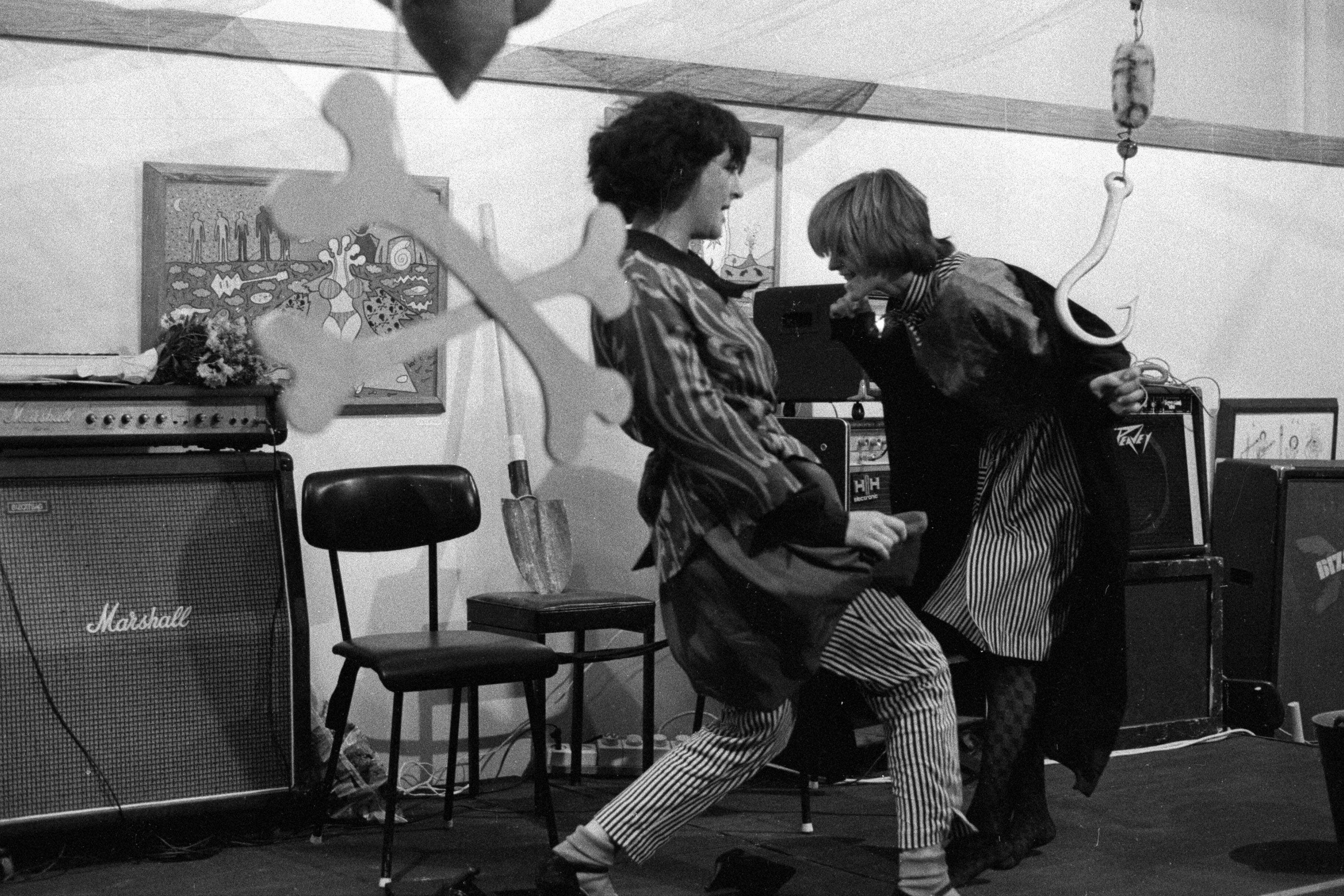
Kukta „Kokó” Erzsébet énekes és Kamondy Ágnes előadóművész

## Filmjei és filmes közreműködései

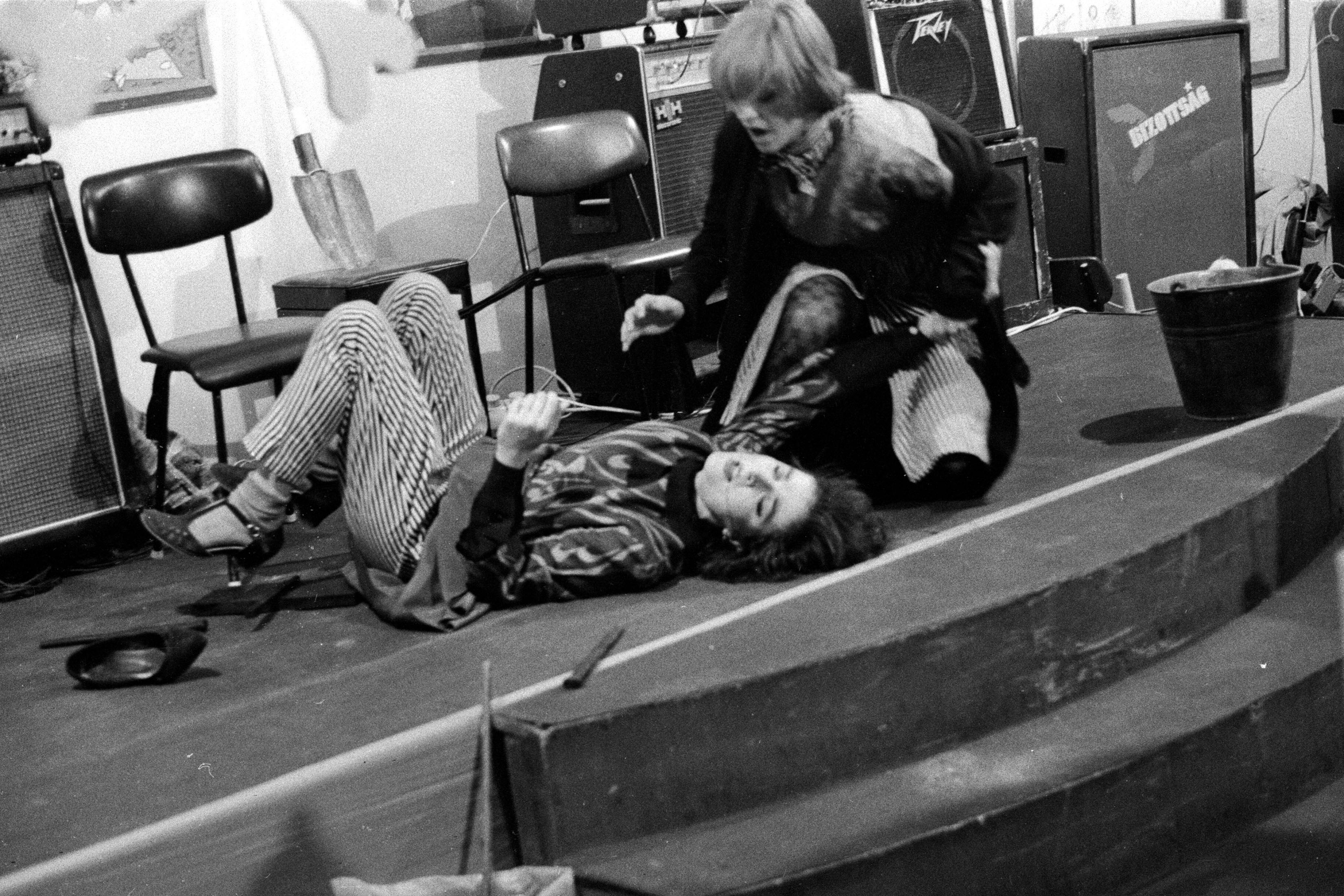
Kukta „Kokó” Erzsébet énekes és Kamondy Ágnes előadóművész

- Kutya éji dala (1983)
- Jégkrémbalett (1983-1984)
- Eszkimó asszony fázik (1984)
- Meteo (1990)
- Halálutak és angyalok (1991)

## Lemezei
- Kalandra fel! (A. E. Bizottság, 1983)
- Jégkrémbalett (A. E. Bizottság, 1984)
- Edd meg a fényt (Laca, Jony, Kokó, Wahorn, 1993)